# Borís Volynov
Borís Valentínovich Volynov (en ruso: Бори́с Валенти́нович Волы́нов; Irkutsk, 18 de diciembre de 1934) es un piloto, ingeniero eléctrico y cosmonauta soviético-ruso, conocido por ser el primer judío en el espacio, al participar en dos misiones del programa Soyuz: Soyuz 5 y Soyuz 21.
Tras la muerte de Alekséi Leónov, es el último sobreviviente del grupo original de cosmonautas.

## Biografía

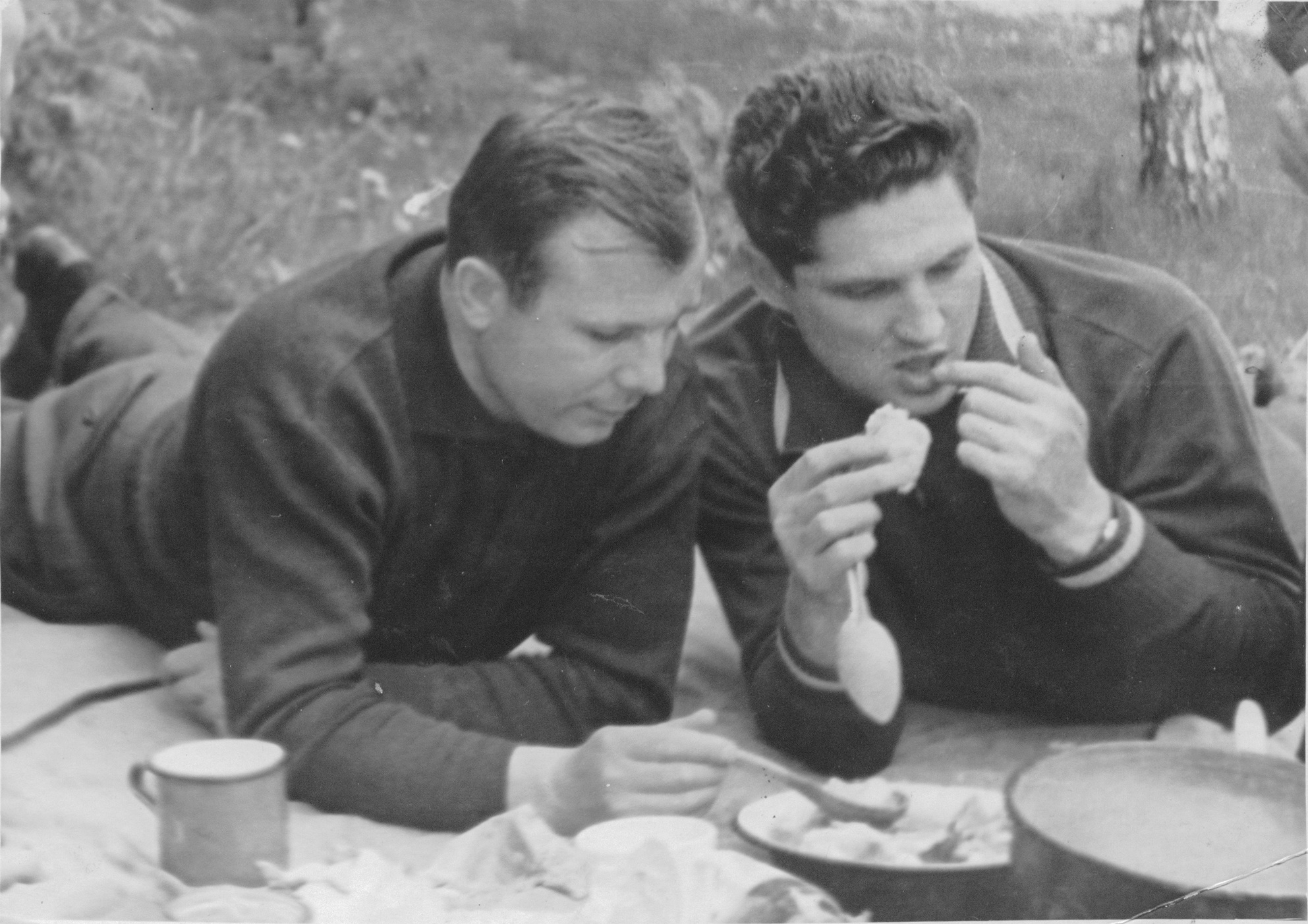
Yuri Gagarin (izquierda) y Borís Volynov (derecha) compartiendo un pícnic en Dolgoprudny.

Volynov nació en Irkutsk, Siberia, pero su familia se mudó, y finalizó sus estudios secundarios en Prokópievsk, Óblast de Kémerovo en 1952. Al año siguiente, realizó los estudios básicos de piloto en Pavlodar, Kazajistán, para graduarse en la escuela de aviación de Novosibirsk en 1955.
De septiembre de 1961 a enero de 1968 estudió en la facultad de ingeniería de la Fuerza Aérea Zhukovsky, recibiendo el diploma de piloto-ingeniero-cosmonauta. En 1980, defendió su tesis de PhD en la misma academia.
Tras retirarse como cosmonauta en 1982, trabajó como administrador en el Centro de Entrenamiento de Cosmonautas Gagarin. Se retiró en 1990 con el rango de coronel, tras 30 años en el programa espacial, al alcanzar límite de edad.

## Carrera

### Vosjod 1
Volynov fue asignado como uno de los comandantes originales de la misión Vosjod 1, pero tanto él como su compañero de vuelo Georgi Katys fueron reemplazados de la tripulación tres días antes del lanzamiento. Katys fue removido cuando la KGB descubrió que su padre había sido prisionero durante la Gran Purga, mientras que Volynov fue discriminado por ser judío. Esta decisión, realizada por superiores del politburó y la Fuerza Aérea Soviética, y apoyada por Nikita Jrushchov, enfureció a Serguéi Koroliov.

### Vosjod 3
Tras perder su oportunidad de volar en Vosjod 1, Volynov pasó un año entrenando para la misión Vosjod 3, siendo su compañero de tripulación nuevamente Katys, pero este volvió a ser removido (esta vez, de manera definitiva) por el pasado de su padre. Tras esto, comenzó a entrenar junto a Víktor Gorbatkó y Georgi Shonin, pero tras la muerte de Koroliov el 14 de enero de 1966, el vuelo fue cancelado, ya que el sucesor de este, Vasili Mishin, decidió concentrar los esfuerzos del programa en la nueva nave Soyuz. En consecuencia, Volynov fue transferido al grupo Soyuz y pasó a ser tripulante de reserva de la misión Soyuz 3.

### Soyuz 5
La Soyuz 5 fue lanzada el 15 de enero de 1969, tripulada por Volynov, Alekséi Yeliseyev y Yevgueni Jrunov. Al día siguiente, se reunieron con la Soyuz 4 y realizaron el primer acoplamiento de dos naves tripuladas en órbita, y tras esto, Yeliseyev y Khrunov realizaron una caminata espacial para transferirse a la Soyuz 4, realizando así también el primer intercambio de tripulación entre dos vehículos espaciales de la historia. El 17 de enero, las naves se desacoplaron y Volynov se preparaba para volver a la tierra.
Sin embargo, la Soyuz 5 no logró separarse correctamente del módulo de servicio lo que resultó en una reentrada con la parte anterior por delante, potencialmente desastrosa dado que se trataba de la parte no protegida por el escudo térmico. En el último momento los pernos que unían el módulo de reentrada con el módulo de servicio se fundieron debido al calor de la reentrada y el módulo de reentrada se reorientó para poner el escudo térmico por delante, a pesar de esto, la cápsula seguía rotando intensamente, lo que llevó a que el paracaídas se enredara, Volynov, pensando que no sobreviviría el aterrizaje, comenzó a tomar notas de lo que sucedía en la cabina, para poder ayudar a la comisión que investigaría su muerte.
El paracaídas logró desplegarse parcialmente, pero durante el aterrizaje los motores de freno se activaron demasiado tarde, evitando que la cápsula termine de frenar, esto resultó en un impacto fuerte, que casi la destruye, e hizo que Volynov perdiera varios dientes.

### Soyuz 21

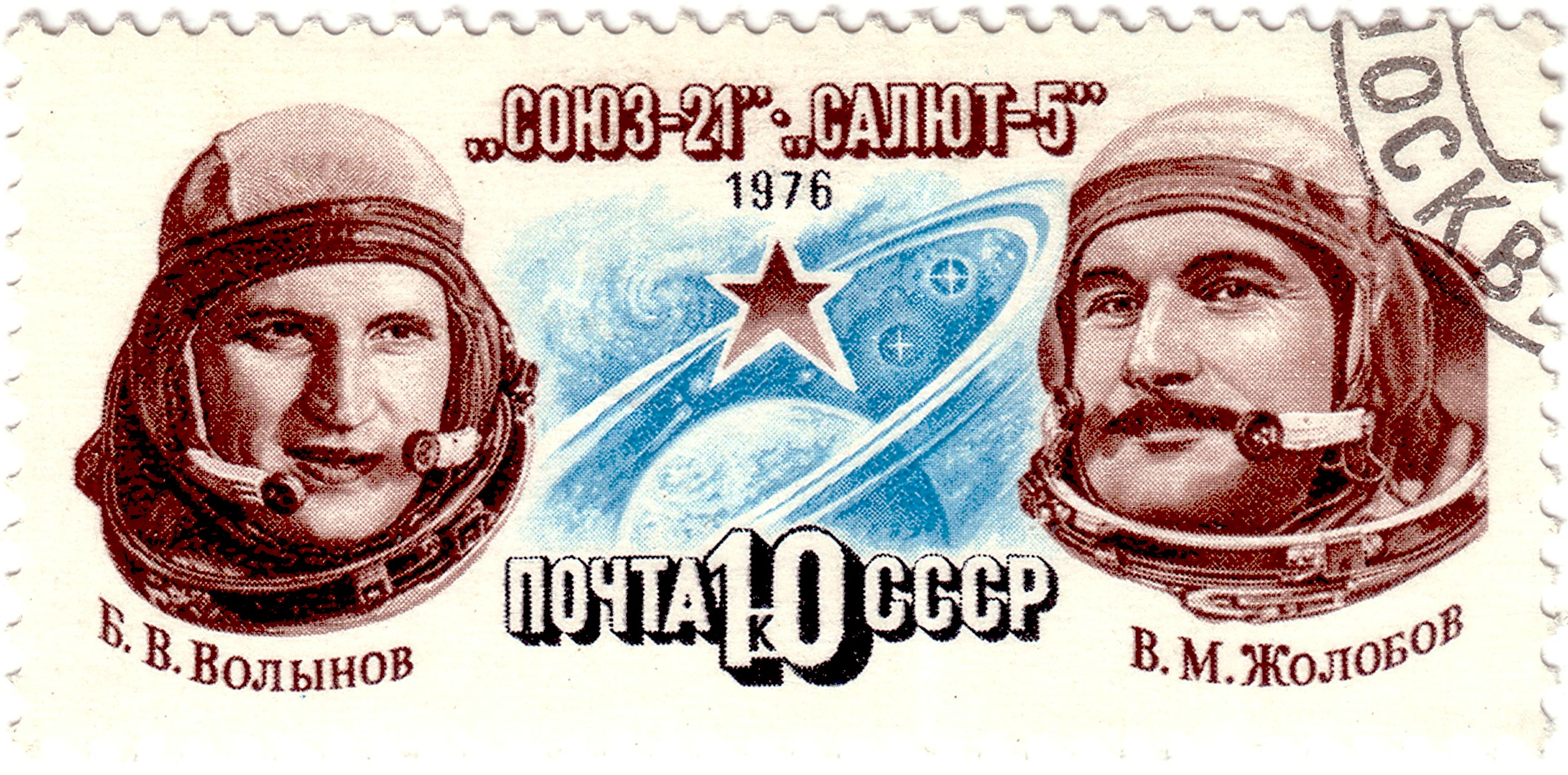
Volynov (izquierda) y Vitali Zhólobov (derecha) en una estampilla de 1976 de la URSS.

El 6 de julio de 1976, Volynov y el ingeniero de vuelo Vitali Zhólobov despegaron a bordo de la Soyuz 21, para pasar entre 54 y 66 días en la estación espacial Saliut 5. Durante el vuelo, Zhólobov, quien estaba realizando su primer viaje al espacio, comenzó a sufrir síndrome de adaptación espacial, por lo que se tomó la decisión de regresar la tripulación antes del tiempo previsto.
El 24 de agosto, ambos abordaron la Soyuz e iniciaron el proceso de desacoplaje de la estación, sin embargo, el perno principal no se activó correctamente, esto llevó a que el mecanismo de acople fallara, y si bien la Soyuz logró desacoplarse, seguía estando conectada a la Saliut. Los cosmonautas comenzaron a pedir a control de tierra que activara los mecanismos de emergencia, pero cuando esto sucedía, ambas naves se alejaron del rango de comunicaciones, con lo cual solo se llegó a activar uno de los mecanismos. Volynov intentó una vez alejarse de la estación, pero sin mucho éxito. La situación persistió por una órbita entera, cuando finalmente se pudo recuperar las comunicaciones con tierra y se activaron los últimos mecanismos.
El reingreso se dio por fuera de la venta normal de recuperación, y encontraron fuertes vientos mientras descendían, esto provocó que los motores de frenos no dispararan correctamente, realizando un aterrizaje duro a la medianoche a 200 kilómetros al suroeste de Kokshetau, Kazajistán. El malestar de Zhólobo se debió aparentemente a una fuga de ácido nítrico de los tanques de combustible de la Saliut, aunque algunas fuentes reportan que la tripulación no cumplió con sus ejercicios físicos y sufrieron falta de sueño.

## Vida personal
Su madre, Yevgenia Izrailevna Volynova (1910-1991) fue una pediatra que durante la Segunda Guerra Mundial trabajó como cirujana y recibió un doctorado honorífico.
Su esposa, Tamara Fyodorovna Savinova, posee un doctorado en metalurgia y es miembro de la Academia de Ciencias de Nueva York. Tienen dos hijos, Andrei, nacido en 1958 y Tatiana, nacida en 1965.

## Premios y honores

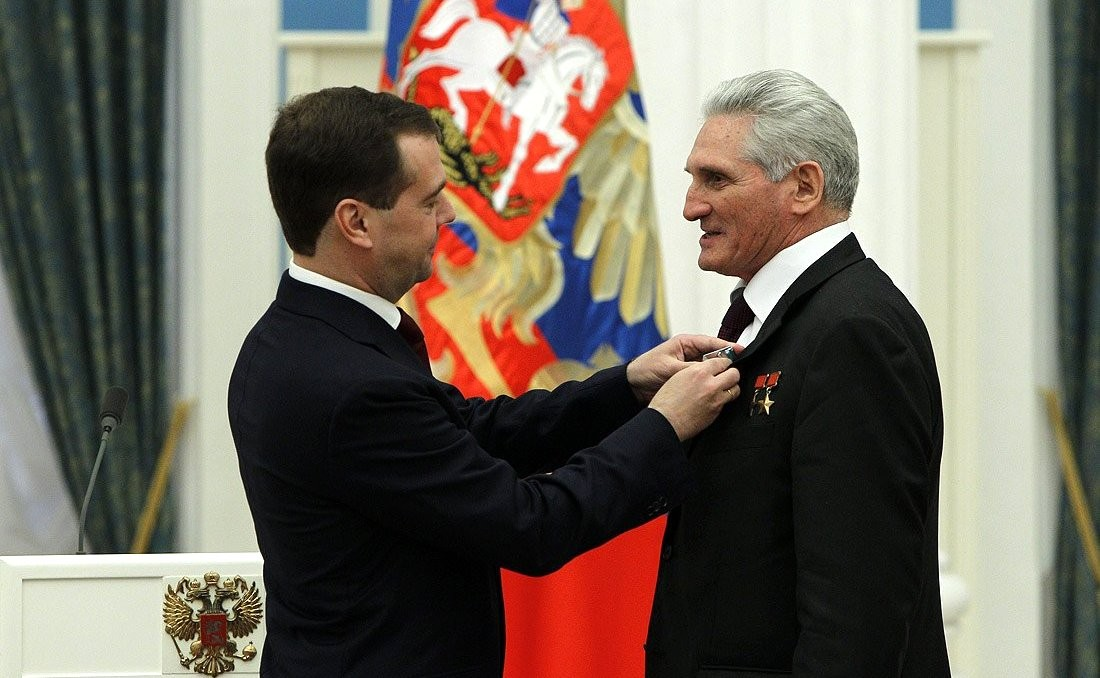
Dmitri Medvédev entrega a Volynov la Orden de la Amistad el 12 de abril de 2011. (Día de la Cosmonáutica).

- Héroe de la Unión Soviética (1969,1976)[1]
- Piloto-Cosmonauta de la URSS[1]
- Orden al Mérito por la Patria, IVª Clase[1]
- Orden de Lenin (1969, 1976)[1]
- Orden de la Estrella Roja[13]
- Orden del servicio por la Patria de las Fuerzas Armadas[1]
- Medalla al Servicio Distinguido en la Vigilancia de las Fronteras del Estado[1]
- Orden de la Bandera de la República Popular de Bulgaria
- Medalla "Hermanos en Armas" (Polonia)
- Orden de la Amistad[14]